# Lista siturilor arheologice din județul Alba - Ț
Lista siturilor arheologice din județul Alba - Ț conține toate siturile arheologice din județul Alba înscrise în Repertoriul Arheologic Național (RAN) și aflate în localități al căror nume începe cu litera Ț. RAN este administrat de Ministerul Culturii și Patrimoniului Național și cuprinde date științifice, cartografice, topografice, imagini și planuri, precum și orice alte informații privitoare la zonele cu potențial arheologic, studiate sau nu, încă existente sau dispărute.
Puteți căuta un sit din localitățile care încep cu litera Ț folosind formularul de mai jos sau puteți naviga prin toate siturile din județ la Lista siturilor arheologice din județul Alba.
| Cuprins                                                       |
| ------------------------------------------------------------- |
| Top - A B C D E F G H I J K L M N O P Q R S Ș T Ț U V W X Y Z |

| Cod RAN                                 | Denumire | Localitate              | Adresă               | Datare   | Descoperit | Coordonate | Imagine           | Erori            |
| --------------------------------------- | --- | ----------------------- | -------------------- | -------- | ---------- | ---------- | ----------------- | ---------------- |
| 4972.01.01 (Cod LMI: AB-I-s-B-00083)    | Așezarea Coțofeni de la Țelna - "Piatra Tăiată - Gugu" / ansamblu anonim (Categorie: locuire civilă) (Tip: Așezare)         | sat Țelna, comuna Ighiu | Piatra Tăiată - Gugu | Coțofeni |            |            | Încărcați imagine | Raportați eroare |
| 4972.02.01 (Cod LMI: AB-I-m-B-00084.01) | Așezarea de epoca bronzului de la Țelna - "Rupturi" / ansamblu anonim (Categorie: locuire civilă) (Tip: Așezare)            | sat Țelna, comuna Ighiu | Rupturi              |          |            |            | Încărcați imagine | Raportați eroare |
| 4972.02.02 (Cod LMI: AB-I-m-B-00084.02) | Așezarea de epoca bronzului de la Țelna - "Rupturi" / ansamblu anonim (Categorie: locuire civilă) (Tip: Necropolă tumulară) | sat Țelna, comuna Ighiu | Rupturi              |          |            |            | Încărcați imagine | Raportați eroare |
| 4972.03.01 (Cod LMI: AB-I-s-B-00085)    | Așezarea Coțofeni de la Țelna - "Vârful Măgurii" / ansamblu anonim (Categorie: locuire civilă) (Tip: Așezare)               | sat Țelna, comuna Ighiu | Vârful Măgurii       | Coțofeni |            |            | Încărcați imagine | Raportați eroare |